# 43283 Robinbock
43283 Robinbock este o planetă minoră (asteroid), cu un diametru de 7,334 km, din centura de asteroizi. A fost descoperită pe 3 martie 2000 la Catalina Station⁠(d) de Catalina Sky Survey. 
Obiectul prezintă o orbită caracterizată de o semiaxă mare de 2,6923294687831 UAi, o excentricitate de 0,26604168520459, o înclinație de 13,556119932547 ° în raport cu ecliptica.